# Marineartillerie

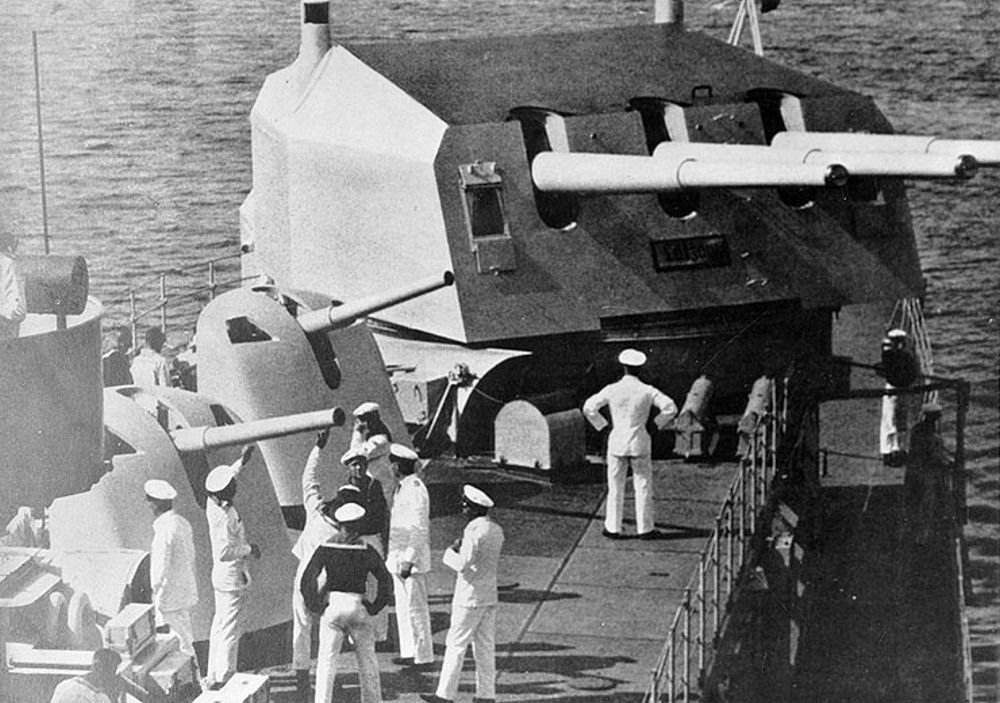
Geschütze des Kreuzers Königsberg

Marineartillerie (M.A.) bezeichnet das gesamte Artilleriewesen einer Marine. Sie umfasst sowohl die Schiffsartillerie als auch die Küstenartillerie und die Marine-Flak.

## Marineartillerie im Deutschen Reich

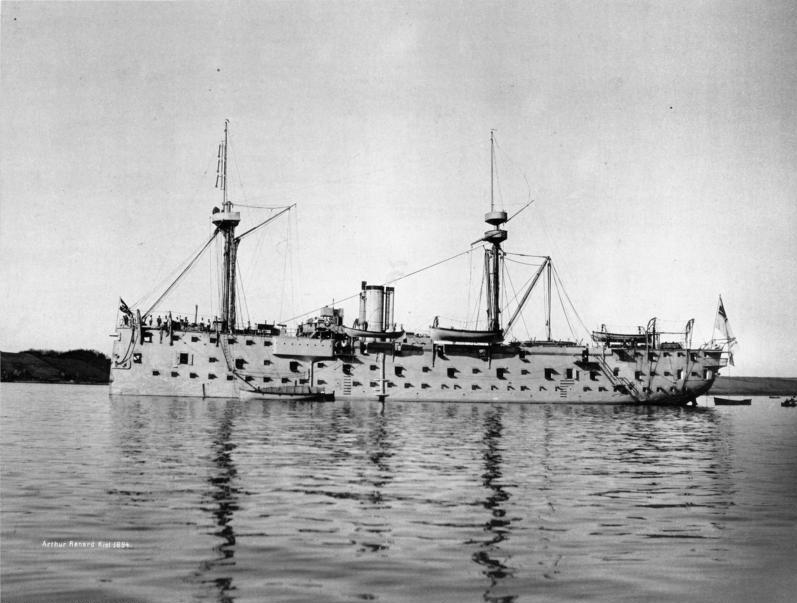
Artillerieschulschiff Mars

In der Kaiserlichen Marine wurde für die Angelegenheiten der Artillerie mit Kabinettsordre vom 21. August 1883 die Inspektion der Marineartillerie (A.J.) aufgestellt. Im Oktober 1904 wurde sie in die Inspektionen der Schiffs- und der Küstenartillerie geteilt. Letztere wurde zunächst zur Inspektion der Küstenartillerie und des Minenwesens erweitert. 1917 wurde sie geteilt, und die Inspektion des Minen-, Sperr- und Sprengwesens ausgegliedert. Die Inspektionen unterstanden fachlich dem Reichsmarineamt, disziplinar einer der Marinestationen.
Der Inspektion der Schiffsartillerie waren unterstellt:
- die Artillerieschule
- die Artillerieschulschiffe
- das Artillerieversuchskommando
- die Reserveformationen
- das Feuerwerkerpersonal

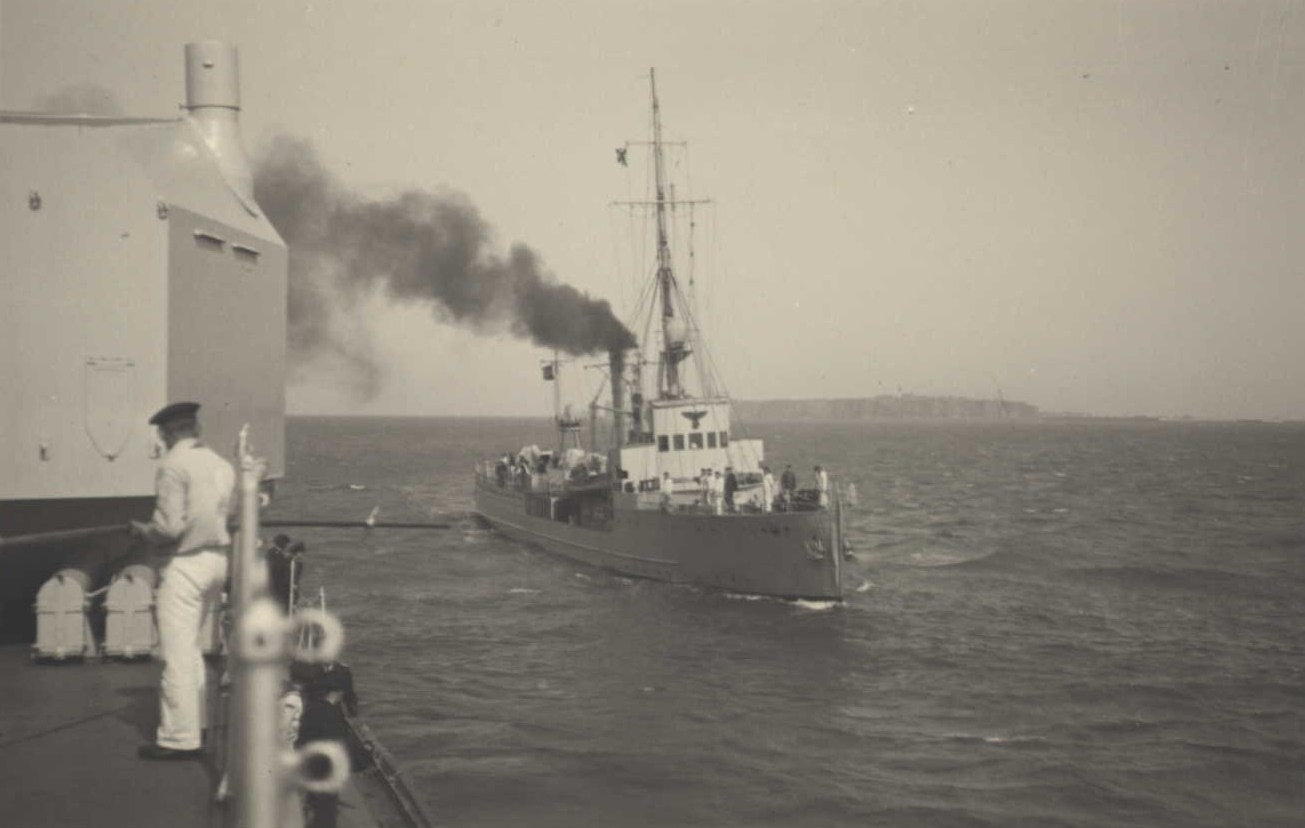
Artillerieschulboot Fuchs

In der Reichsmarine wurden die Inspektionen am 30. September 1919 zur Inspektion der Marineartillerie zusammengefasst. Sie hatte ihren Sitz in Wilhelmshaven und unterstand der Marinestation der Nordsee. Ihr unterstanden:
- Artillerieversuchskommando für Schiffe (Wilhelmshaven)
- Schiffsartillerieschule (Kiel) mit den Schulbooten Drache und Hay, später Bremse und Delphin.
- Küstenartillerieschule (Wilhelmshaven und Schillig) mit dem Versuchskommando und dem Schulboot Fuchs

Als Kräfte wurden 1920 sechs Küstenwehrabteilungen aufgestellt, die 1926 in Marineartillerieabteilungen umbenannt wurden. Ende 1920 wurde der Hauptstützpunkt der Seestreitkräfte der Ostsee von Kiel nach Swinemünde verlegt, wobei in Kiel die wichtigsten Marinebehörden blieben, welche bereits dort angesiedelt waren. Ebenso verblieb in Kiel eine der Küstenwehrabteilungen. 1922 war die I. (Swinemünde), III. (Kiel-Wik, Friedrichsort) und V. (Pillau) Küstenwehrabteilung dem Befehlshaber der Landstreitkräfte der Ostsee in Stralsund und die II. (Wilhelmshaven), IV. (Cuxhaven) und VI. (Borkum, Emden) Küstenwehrabteilung dem Befehlshaber der Landstreitkräfte der Nordsee in Wilhelmshaven zugeteilt.

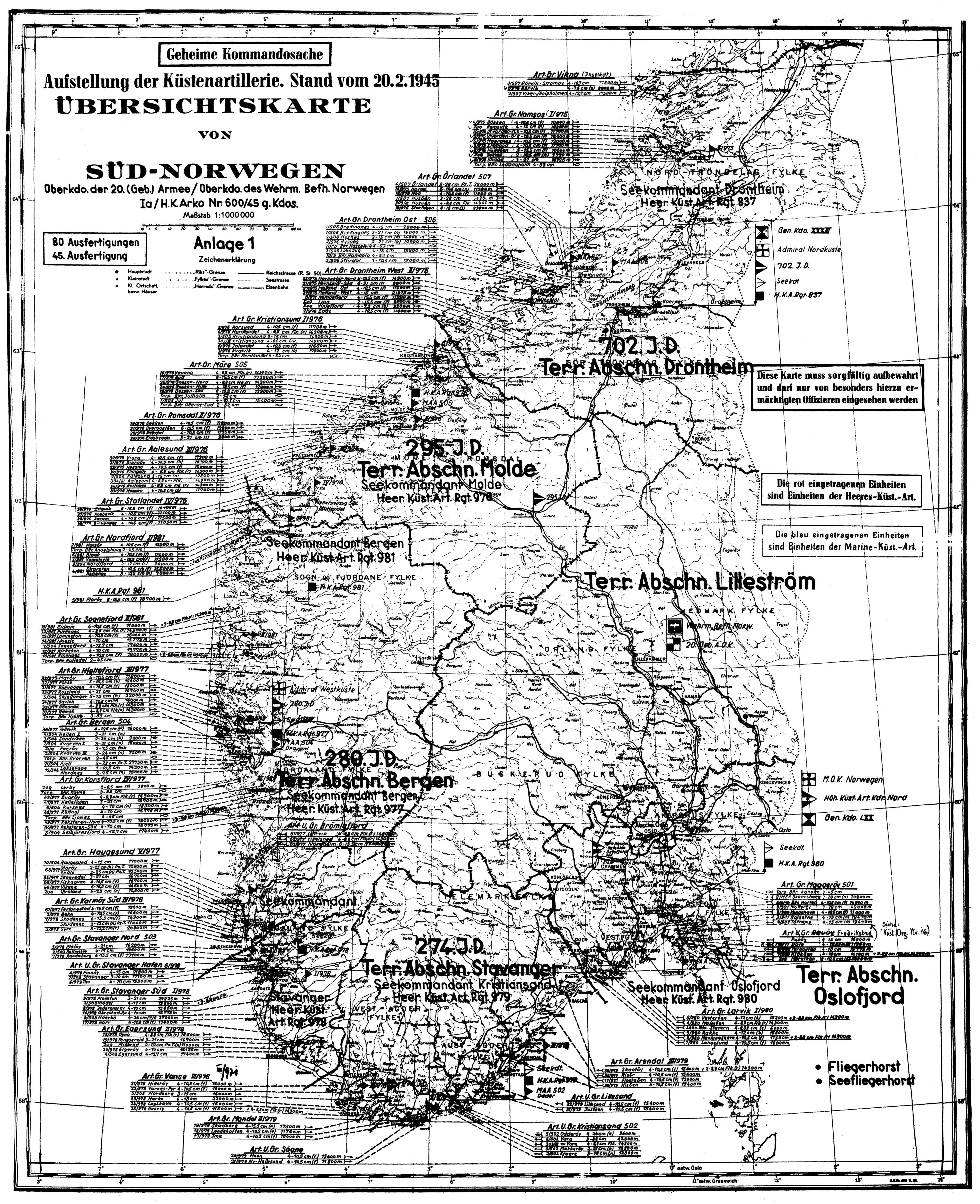
Deutsche Küstenartillerie im südlichen Norwegen 1945

Im Zuge der deutschen Aufrüstung wuchs die Marineartillerie der Kriegsmarine ab 1935 zunächst nur geringfügig auf. Bei Beginn des Zweiten Weltkriegs 1939 bestanden sieben Marineartillerieabteilungen entlang der deutschen Nord- und Ostseeküste mit einer Friedensstärke von insgesamt etwa 620 Mann.
Im Laufe des Krieges kamen in sehr schnell in großem Umfang zusätzliche Kräfte dazu, um die Küstenverteidigung in allen besetzten Gebieten sicherzustellen. Nicht alle Küstenartillerieeinheiten gehörten zur Marine, sondern teilweise zum Heer. Gemeinsam bildeten sie Küstenverteidigungslinien wie zum Beispiel den Atlantikwall.

## Marineartillerie der Bundeswehr
Beim Aufbau der Bundesmarine wurde 1956 das Marinewaffenkommando aufgestellt, das für alle Fragen der Bewaffnung einschließlich der Artillerie zuständig war. Das Kommando unterstand zunächst dem Kommando der Marineausbildung und ab 1962 als Kommando der Marinewaffen dem Zentralen Marinekommando. 1965 wurde es als Inspektion der Marinewaffen in das Marineamt eingegliedert, geführt vom Inspizient und Admiral der Marinewaffen. Bei einer weiteren Umgliederung 1973 wurden alle Inspektionen aufgelöst, und die Aufgaben im Marineamt anderweitig verteilt.
Dem Marinewaffenkommando und seinen Nachfolgestellen unterstanden:
- Marineartillerieschule (MArtS) in Kiel, ab 1968 in Kappeln-Ellenberg[9], 1974 als Lehrgruppe B in die Marinewaffenschule eingegliedert.
- Marineartillerieversuchsstelle in Kiel-Holtenau, 1968 im Kommando für Truppenversuche der Marine aufgegangen.

## Marineartillerie in anderen Ländern
In den meisten Ländern existiert eine Schiffsartillerie in den jeweiligen Flotten. Historisch sind die Aufteilungen zwischen den jeweiligen landgestützten Artilleriestreitkräften, der Küstenartillerie und den Marinekräften höchst unterschiedlich.